# 5500 Twilley
5500 Twilley eller 1981 WR är en asteroid i huvudbältet som upptäcktes den 24 november 1981 av den amerikanske astronomen Edward L.G. Bowell vid Anderson Mesa Station. Den är uppkallad efter upptäckarens lärare Royston C. Twilley.
Asteroiden har en diameter på ungefär 4 kilometer och den tillhör asteroidgruppen Flora.